# Centum City
Centum City (tiếng Hàn Quốc: 센텀시티) là một phần phát triển đô thị đa dự án lớn của Haeundae-gu, Busan, Hàn Quốc. Vị trí này nằm ở khu vực cực tây của Haeundae-gu ở U-1-dong, Jae-song-dong. Nơi này ban đầu là của sân bay Suyeong, một sân bay cũ của Busan. Có thể đến Centum City bằng Tàu điện ngầm Busan: Đến ga Centum City trên tuyến số 2.

## Mục đích
Có ba mục đích chính để phát triển Centum City:
1. Thúc đẩy cơ cấu công nghiệp tại các khu công nghiệp ở Busan.
2. Thu hút chức năng quản lý trung tâm để đáp ứng với toàn cầu hóa và thời đại thông tin trong thế kỷ 21.
3. Triển khai các dự án để tạo ra các tổ hợp thông tin được phản ánh trong các dự án phát triển ở Busan và Gyeong-nam.

## Diện tích
- Giai đoạn 1: 1.163.943,1 ㎡ (đã hoàn thành)
- Giai đoạn 2: 14.100,1 ㎡ (đã hoàn thành)

## Thời gian
- Tháng 9 năm 1997 đến ngày 28 tháng 2 năm 2006 (Giai đoạn 1)
- Tháng 9 năm 1997 đến ngày 13 tháng 6 năm 2007 (Giai đoạn 2)